# Cochrane, Chile
Cochrane este un târg și comună din provincia Capitán Prat, regiunea Aisén, Chile, cu o populație de 2.976 locuitori (2012) și o suprafață de 8930,5 km2.